# Aeródromo de Morgans Rock
Aeródromo de Morgans Rock är en liten privat flygplats som betjänar turisthotellet Morgans Rock vid Stillahavskusten strax norr om San Juan del Sur, i sydvästra Nicaragua. Flygplatsen har ingen reguljärtrafik.